# Przydroże (Zielona Góra)
Przydroże (przed 1945 niem. Abdeckerei) – część miasta Zielona Góra w Polsce położona w województwie lubuskim.
Do 31 grudnia 2014 r. osada wsi Sucha w gminie Zielona Góra. W latach 1975–1998 należała do województwa zielonogórskiego.
Leży w pobliżu trasy drogi krajowej nr 3 (E65).